# Pascalina Lehnert
Pascalina Lehnert, född Josefina Lehnert 25 augusti 1894 i Ebersberg, död 13 november 1983 i Wien, var en tysk nunna (ordenssyster) som var hushållerska, förtrogen och sekreterare till Pius XII, som var påve 1939–1958. 
Hon anställdes hos Pius XII under hans tid som apostolisk nuntie i Bayern 1917–1925 och Berlin 1925–1929, och under hans tid som kardinal i Rom 1929–1939. Under hans tid som påve 1939–1958 var hon hans sekreterare och förtrogna. Hon har ofta hävdats ha haft stort inflytande. Hon hade ansvar för påvens välgörenhetsorganisation, Pontificia Commissione di Assistenza 1944–1958. Hennes memoarer skrevs 1959 och utgavs 1982.